# Gonypetellini
Gonypetellini – plemię modliszek z rodziny Chroicopteridae i podrodziny Tarachininae.
Samce są uskrzydlone, samice zaś bezskrzydłe. Stadia larwalne (nimfy) i dorosłe samice wykazują myrmekomorfię. Chwytne odnóże przedniej pary ma normalnie wykształcone kolce, w tym niezanikły pierwszy z kolców dyskoidalnych uda. Samcze genitalia cechują się krótkimi i zaokrąglonymi na szczytach wyrostkami dystalnymi wtórnymi środkowym i bocznym fallomeru brzusznego, zasadniczo niezmodyfikowaną apofizą falloidalną, u niektórych gatunków o wtórnie zanikłym flagellum, oraz u większości gatunków T-kształtnym wyrostkiem wierzchołkowym lewego fallomeru (titillatorem). 
Plemię afrykańskie. Rodzaj nominatywny występuje wyłącznie w krainie etiopskiej, a drugi z rodzajów także w madagaskarskiej.
Takson ten wprowadzony został przez Christiana J. Schwarza i Rogera Roya w 2019 roku. Obejmuje 14 opisanych gatunków, sklasyfikowanych w dwóch rodzajach:
- Gonypetella Giglio-Tos, 1915
- Telomantis Giglio-Tos, 1915